# Chapter I: The Current of Her Ocean Brings Me to My Knees
Chapter I: The Current of Her Ocean Brings Me to My Knees je prvi extended play slovenske metal skupine The Canyon Observer, izdan leta 2011 pri Kapa Records. Izšel je v digitalni obliki in obliki CD-ja v nakladi 500 izvodov.

## Kritični odziv
Kritični odziv na album je bil pozitiven. Splošni mnenje glasbenih kritikov je bilo, da je sta glasba in vzdušje, ki vlada v aranžmajih skladb, vredna hvale, pa tudi da skupina še ni razvila lastnega zvoka oz. je preveč podobna ostalim skupinam znotraj glasbene zvrsti. Sandi Sadar Šoba je v spletni reviji Rockline album ocenil s 4 zvezdicami in rekel, da je »manifest, ki svoje sporočilo preprede v male možgane s surovostjo in nepopustljivostjo in, če si smem sposoditi prispodobo, ki sem jo nekje nekoč že prebral, s svojo lastno interpretacijo ameriške gotike, daje vsakemu poslušalcu to, po čemer duša trenutno hrepeni.« Tudi v Mladini je album Goran Kompoš pohvalil in rekel: »Na prvi posluh glasba ne uhaja iz preverjenih obrazcev, toda potrpežljivo grajenje intenzivnosti razkriva, da se predvsem v strukturi posameznih skladb skriva premišljen pristop.« Dodal pa je še: »Za večjo opaznost pa bo peterica bržkone morala še izpiliti avtorski pečat.«
Za RTV SLO je Dušan Jesih album ocenil z oceno -4 in pohvalil vzdušje albuma, dodal pa je, da »če ne bi šlo za domačo zasedbo, jih morda sploh ne bi opazili, saj, resnici na ljubo, zaradi ujetosti v klišeje ne presegajo žanrskih meja in vanje ne vnašajo pretiranih novosti.«
Redakcija Radia Študent je EP uvrstila na 10. mesto na seznamu Naj domača tolpa bumov 2011.

### Priznanja
| objava        | uvrstitev | seznam                      |
| ------------- | --------- | --------------------------- |
| Radio Študent | 10.       | Naj domača tolpa bumov 2011 |

## Seznam pesmi
Vse pesmi je napisala skupina The Canyon Observer.
| Št.             | Naslov                                                     | Dolžina |
| --------------- | ---------------------------------------------------------- | ------- |
| 1.              | „The Lingering Scent of Her Divinity‟                      | 7:01    |
| 2.              | „Your Feathers Infect My Scars, the Ones You Gave Life To‟ | 8:33    |
| 3.              | „Our Universe, Written in Blood‟                           | 7:09    |
| 4.              | „My Will‟                                                  | 6:57    |
| Skupna dolžina: | Skupna dolžina:                                            | 29:43   |

## Zasedba
| The Canyon Observer - Gašper Letonja — kitara - Matic Babič — vokal - Sašo Paljk — bobni - David Videnšek — kitara - Nik Franko — bas kitara | Ostali - Ivor Knafelj – Plueg — produkcija - Peter Ošlaj — produkcija |